# Alexa PenaVega
Alexa Ellesse PenaVega (* 27. srpna 1988, Miami, Florida, USA) je americká zpěvačka a herečka. Nejvíce ji proslavily filmy o špionech Roberta Rodrigueze, kde hrála s Darylem Sabarou, Antoniem Banderasem a Dannym Trejem. Další důležitou rolí byla Ruby v pořadu Ruby & The Rockits.

## Osobní život
Alexa Vega se narodila 27. srpna 1988 v americkém Miami jako jedna ze sedmi dětí kolumbijského otce a bývalé americké modelky. Její mladší sestrou je Makenzie Vega, která je též herečkou.
10. října 2010 si vzala o 12 let staršího amerického filmového producenta Seana Covela. Již v červenci roku 2012 ale na svém twitterovém účtu oznámila rozvod. V srpnu 2013 se zasnoubila s Carlosem Penou (*1989). 4. ledna 2014 se v mexickém městě Puerto Vallarta odehrála svatba a Alexa se rozhodla pro změnu příjmení na PenaVega. V červnu 2016 pár oznámil, že Alexa je těhotná a 7. prosince se narodil syn Ocean King PenaVega.

## Filmografie

### Film
| Rok  | Název                                     | Role                    | Poznámky            |
| ---- | ----------------------------------------- | ----------------------- | ------------------- |
| 1994 | Malí obři                                 | Priscilla O'Shea        |                     |
| 1995 | Dva v tom                                 | Molly Dwyer             |                     |
| 1996 | Twister                                   | Jo Harding (v 5 letech) |                     |
| 1996 | Shattered Mind                            | Sarah                   |                     |
| 1996 | The Glimmer Man                           | Cole's Daughter         |                     |
| 1996 | Duch minulosti                            | Claire DeLaughter       |                     |
| 1998 | Dennis postrach okolí znovu               | Gina                    |                     |
| 1999 | Ztraceni v moři                           | Kerry Cappadora         |                     |
| 2000 | Když procitne zem                         | Opal 'Pug' Miller       |                     |
| 2001 | Jdi za svou hvězdou                       | Amy Williams            |                     |
| 2001 | Spy Kids: Špioni v akci                   | Carmen Cortez           |                     |
| 2002 | Spy Kids 2: Ostrov ztracených snů         | Carmen Cortez           |                     |
| 2003 | Spy Kids 3-D: Game Over                   | Carmen Cortez           |                     |
| 2004 | Konec snění                               | Julie Corky             |                     |
| 2006 | State's Evidence                          | Sandy                   |                     |
| 2006 | Marrying God                              | Ivy                     | krátkometrážní film |
| 2007 | The Beautiful Ordinary                    | Holly                   |                     |
| 2008 | Repo: Genetická opera!                    | Shilo Wallace           |                     |
| 2009 | Innocent                                  | Ashley                  |                     |
| 2009 | Vězeňská kapela                           | Kat Rogers              |                     |
| 2010 | Mother's Day                              | Jenna Luther            |                     |
| 2010 | Café                                      | Sally                   |                     |
| 2011 | Dámičky v sekáči                          | Mary Dominguez          |                     |
| 2011 | Summer Song                               | Ellie                   |                     |
| 2011 | Spy Kids: All the Time in the World       | Carmen Cortez           |                     |
| 2012 | The Devil's Carnival                      | Wick                    |                     |
| 2013 | Likvidátoři                               | Stewardess              |                     |
| 2013 | Abandoned Mine                            | Sharon                  |                     |
| 2013 | Machete zabíjí                            | KillJoy                 |                     |
| 2014 | The Clockwork Girl                        | Tesla                   |                     |
| 2014 | Wicked Blood                              | Amber                   |                     |
| 2014 | Code Academy                              | Libby                   |                     |
| 2014 | Sin City: Ženská, pro kterou bych vraždil | Gilda                   |                     |
| 2014 | 23 Blast                                  | Ashley                  |                     |
| 2014 | The Remaining                             | Skylar                  |                     |
| 2015 | Spare Parts                               | Karla                   |                     |
| 2015 | Do You Believe?                           | Lacey                   |                     |
| 2015 | Roommate Wanted                           | Janie                   |                     |
| 2015 | Pixies                                    | Michelle Meyers (hlas)  |                     |
| 2015 | Vraždy pod maskou                         | Camille                 |                     |
| 2016 | Elephant Kingdom                          | Melody (hlas)           |                     |
| 2018 | Sleep Away                                | Isabella                |                     |
| 2020 | Mighty Oak                                | Valerie Scoggins        |                     |

### Televize
| Rok        | Název                                         | Role                      | Poznámky                        |
| ---------- | --------------------------------------------- | ------------------------- | ------------------------------- |
| 1993–94    | Městečko Evening Shade                        | Emily Newton              | vedlejší role, 6 dílů           |
| 1995       | Pohotovost                                    | Bonnie Howe               | díl: „Nespavci v Chicagu“       |
| 1995       | Nemocnice Chicago Hope                        | Sara Wilmette             | díl: „Every Day a Little Death“ |
| 1995       | Buď on nebo my                                | Young Carrie              | TV film                         |
| 1996       | Slib daný Carolyn                             | Young Kay                 | TV film                         |
| 1996       | Life's Work                                   | Tess Hunter               | pilotní díl                     |
| 1998       | The Magnificent Seven                         | Olivia Greer              | díl: „Safecracker“              |
| 1998       | To Have & to Hold                             | Kelly McGrail             | 7 dílů                          |
| 1999       | NetForce                                      | Susie Michaels            | minisérie                       |
| 1999       | Ladies Man                                    | Wendy Stiles No. 2        | 9 dílů                          |
| 2002       | Total Access 24/7                             | Herself; Carmen Cortez    | díl: „Spy Kids 2“               |
| 2002       | All That                                      | Carmen Cortez             | díl: „Spy Kids/Play“            |
| 2003       | The Bernie Mac Show                           | Jill                      | díl: „Magic Jordan“             |
| 2003       | Trading Spaces: Boys vs. Girls                | samu sebe                 | díl: „"Eli vs. Kali“            |
| 2005       | Odd Girl Out                                  | Vanessa                   | TV film                         |
| 2006       | Stávka                                        | Paula Crisostomo          | TV film                         |
| 2009       | Posel ztracených duší                         | Serena                    | díl: „Endless Love“             |
| 2009       | Ruby & the Rockits                            | Ruby Gallagher            | hlavní role, 10 dílů            |
| 2010       | Průměrňákovi                                  | Morgan                    | 2 díly                          |
| 2012       | The Pregnancy Project                         | Gaby Rodriguez            | TV film                         |
| 2012       | Unsupervised                                  | Christina                 | vedlejší role, 3 díly           |
| 2012       | Milionový lékař                               | Hollister                 | díl: „Imperfect Storm“          |
| 2013       | Big Time Rush                                 | samu sebe                 | díl: „Big Time Dreams“          |
| 2014       | Lidé zítřka                                   | Hillary Cole              | 8 dílů                          |
| 2014       | Lovci báječných relikvií                      | Dylan Savini              | TV film                         |
| 2014       | Courtside                                     | samu sebe                 | díl: „Alexa Vega“               |
| 2014–2015  | Muertoons                                     | Rosita (hlas)             | 6 dílů                          |
| 2014–2015  | Nashville                                     | Kiley Brenner             | vedlejší role, 7 dílů           |
| 2015       | Mentalista                                    | Lily Stoppard             | díl: „The Whites of His Eyes“   |
| 2015       | Dancing with the Stars                        | samu sebe/soutěžící       | 6. místo                        |
| 2016       | Ms. Matched                                   | Libby Boland              | TV film                         |
| 2017–2018  | Hlasiťákovi                                   | Carlota Casagrande (hlas) | 4 díly                          |
| 2017       | Svatba vzhůru nohama                          | Ellie Hamilton            | TV film                         |
| 2017       | Vánoční show                                  | Laura Trudeau             | TV film                         |
| 2018       | Love at Sea                                   | Olivia Graham             | TV film                         |
| 2018       | Vánoce na objednávku                          | Gretchen                  | TV film                         |
| 2018       | Picture Perfect Mysteries: Newlywed and Dead  | Allie Adams               | TV film                         |
| 2019–dosud | Casgrandovi                                   | Carlota Casagrande (hlas) | hlavní role                     |
| 2020       | Blue's Clues & You!                           | Samu sebe (hlas)          | díl: „Happy Birthday Blue!“     |
| 2020       | Picture Perfect Mysteries: Dead Over Diamonds | Allie Adams               | TV film                         |
| 2020       | Picture Perfect Mysteries: Exit Stage, Death  | Allie Adams               | TV film                         |